# Militärflugplatz Étain-Rouvres

i7
i11
i13
Die Base d’Étain-Rouvres ist ein Militärflugplatz der französischen Heeresflieger (Aviation légère de l’armée de terre). Die Basis liegt in der Region Grand Est im Département Meuse östlich Étains zum größten Teil auf dem Gebiet der Gemeinde Rouvres-en-Woëvre, zirka 40 Kilometer westlich von Metz. Sie ist eine Heimatbasis von Transport- und Kampfhubschraubern.

## Geschichte
Die Basis von Etain-Rouvres entstand 1937 in der Zeit der Hochrüstung im Vorfeld des Zweiten Weltkrieges für die französischen Luftstreitkräfte (Armée de l’air). Der Flugplatz diente als Stützpunkt von einigen Bloch MB.131-Aufklärungsflugzeugen.
Nach Kriegsausbruch verlegten im Oktober 1939 Hawker Hurricane der 73. Squadron der Royal Air Force nach Etain, die ihn bis in den Mai 1940 nutzten, bevor der Flugplatz von der vorrückenden Wehrmacht eingenommen wurde. Im weiteren Verlauf des Krieges nutzte die Luftwaffe die Basis als Fliegerhorst. Hier lagen unter anderem im März/April 1944 Bf 109G der III. Gruppe des Jagdgeschwaders 26 (III./JG 26). Einige Kilometer nördlich des Flugplatzes, westlich Spincourts, existierte damals noch der Feldflugplatz Senon, der Ende August 1944 einige Tage von den Bf 109G der III. Gruppe des Jagdgeschwaders 3 (III./JG 3) genutzt wurde.

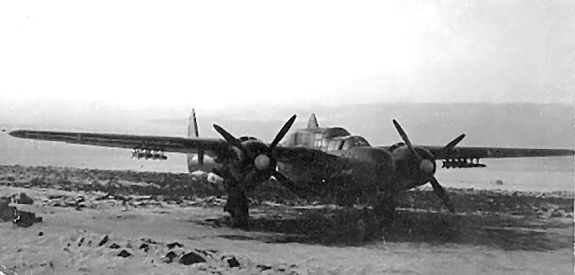
P-61, 425th NFS, Etain, 1944

Nach der Befreiung der Gegend durch die Alliierten nutzten die United States Army Air Forces (USAAF) Airfield Verdun/Etain bzw. Airfield A.82, so seine alliierte Codebezeichnung. Ab Monatsmitte September 1944 diente es für einige Wochen zunächst als Umschlagplatz für Douglas C-47-Flüge und wurde dann provisorisch für den Flugbetrieb von Kampfverbänden hergerichtet. Hauptnutzer war zwischen Anfang November 1944 und April 1945 die 362d Fighter Group der Ninth Air Force. Deren drei P-47 Thunderbolt-Staffeln kamen unter anderem beim Zurückschlagen der deutschen Ardennenoffensive zum Einsatz. Neben den „Thunderbolts“ nutzten auch die Northrop P-61 Black Widow-Nachtjäger der 425th Night Fighter Squadron im gleichen Zeitraum das Flugfeld Verdun/Etain, welche in den ersten sechs Wochen des Jahres 1945 durch ein Detachement der 416th verstärkt wurde.

### Étain-Rouvres Air Base
In den ersten Jahren nach Kriegsende blieb der Flugplatz ungenutzt, er wurde jedoch nach Beginn des Kalten Krieges im Mai 1952 als zukünftiger NATO-Flugplatz und Nutzung durch die United States Air Force vorgeschlagen. Ein amerikanisches Vorauskommando traf im Februar 1953 ein, und obwohl sich der Ausbau bis 1956 hinzog, wurde die neue Basis im Dezember 1954 die Heimat des 388th Fighter-Bomber Wing, dessen drei F-86F-Staffeln bis Herbst 1955 zunächst von Hahn, Spangdahlem bzw. Bitburg aus operierten.
Die Umrüstung auf die F-100D/F Super Sabre begann Ende 1956 und im Dezember 1957 wurde aus dem 388th das 49th Fighter-Bomber Wing. Im Folgejahr sollten nuklearfähige US-Trägersysteme Frankreich verlassen, so dass das 49th Tactical Fighter Wing, so seine Bezeichnung seit Juli 1958, im August 1959 nach Spangdahlem verlegte. Heute (2013) liegt dies Geschwader übrigens immer noch in Europa, und zwar im englischen Lakenheath.
In den folgenden beiden Jahren ruhte die fliegerische Nutzung und die Liegenschaft wurde durch US Army-Einheiten aus dem nahen Verdun genutzt. In Folge der Berlin-Krise begann die fliegerische Nutzung erneut, zunächst ab November 1961 durch die mit F-84F Thunderstreak ausgerüstete 166 Tactical Fighter Squadron (TFS) des 121st Tactical Fighter Wing  (TFW) der Ohio Air National Guard (ANG). Das Geschwader, das im Dezember in 7121st Tactical Wing umbenannt worden war, führte in Folge auch einen NATO-Staffelaustausch mit dem Jagdbombergeschwader 36 aus Hopsten durch, wobei erstmals nach Kriegsende wieder deutsche Kampfflugzeuge von einer französischen Basis operierten. Im folgenden Sommer wurde das ANG-Personal abgezogen und mit regulärem USAF-Personal die 391st TFS gebildet, die dem 366th TFW in Chaumont-Semoutiers unterstand. Die Staffel wurde schließlich im Juli 1963 nach Holloman verlegt, womit die permanente Stationierung von fliegenden USAF-Verbänden endete.
Als USAF-Reservebasis nutzte anschließend das 1. Geschwader der Royal Canadian Air Force aus Marville den Flugplatz Étain gelegentlich und nach der von Präsident de Gaulle 1966 angekündigten Ausweisung der US-Truppen endete die USAF-Nutzung am 15. März 1967.

### Base d’Etain-Rouvres
Die ehemalige US Air Base sollte anschließend Basis französischer Heeresflieger werden, zunächst ab Anfang 1968 Heimat der 4e Groupe d'aviation légère divisionnaire (GALDIV 4). Zur Gruppe gehörte anfangs lediglich eine SA318 „Alouette II“-Helikopterstaffel. Im Sommer 1968 konnten eine zweite Alouette II Staffel und eine weitere mit SA319 „Alouette III“ ausgerüstete Staffel aufgestellt werden.

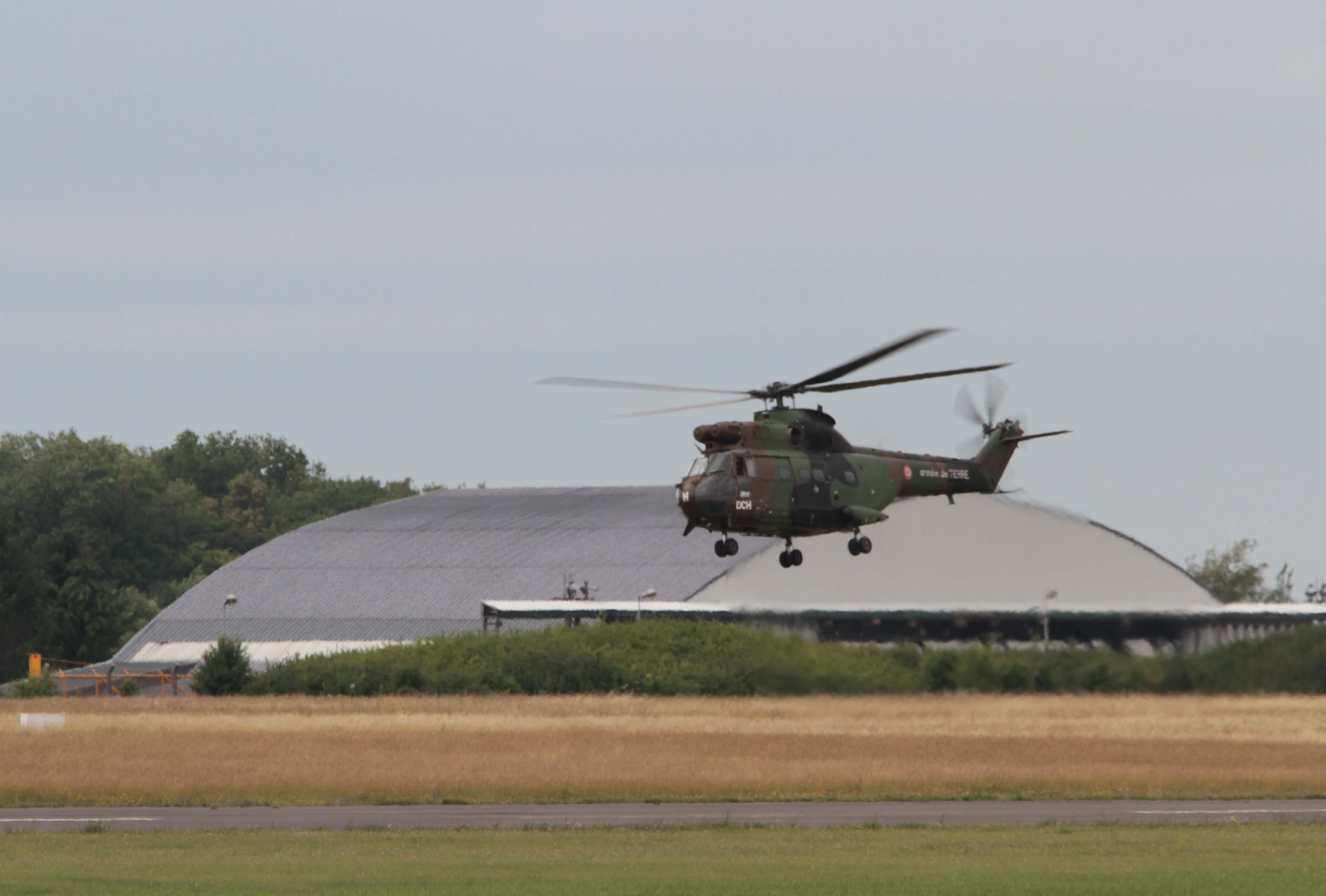
Puma, 3e RHC, Etain, 2011

Im November 1972 wurde zusätzlich eine erste Staffel SA330B „Puma“ aufgestellt und im Vorfeld einer geplanten Umorganisation kam Mitte Juli 1977 eine weitere mit der „Puma“ ausgerüstete Manöverhubschrauberstaffel (EHM) hinzu. Die Alouette II war bereits 1976 durch SA341 „Gazelle“ ersetzt worden.
Zum 1. August 1977 entstand schließlich mit fünf fliegenden Staffeln durch Umbenennung aus der GALDIV 4 das 3e régiment d'hélicoptères de combat (3e RHC), zwei Staffeln SA341, eine Staffel SA319 und zwei Staffeln SA330. „Gazellen“ des 3. Regiments waren 1979 die ersten, die mit HOT-Raketen ausgerüstet wurden. Ende 1983 wurde ein Teil der SA341 und alle „Alouette III“ bei zwei Staffeln durch die SA342 ersetzt.
In den 1990er Jahren kam das Regiment am Golf, in Jugoslawien und in Ruanda zum Einsatz. Im Jahre 1998 wurde eine „Gazellen“-Staffel aufgelöst und bereits zwei Jahre später kam es zur Aufstellung einer Staffel Mistral-„Gazellen“.
Die Ablösung der „Pumas“ durch die NH90 „Caïman“ begann im März 2022.

## Heutige Nutzung
Die Basis beherbergt zurzeit (2025) ein Regiment der französischen Landstreitkräfte:
- 3e régiment d’hélicoptères de combat, Kampfhubschrauberregiment, bestehend aus 6 fliegenden Staffeln und ausgerüstet mit zirka 40 Helikoptern der Typen SA341/342 Gazelle (3 Aufklärungskampfstaffeln) und SA330 Puma/NH90 Caïman (3 Mehrzweckstaffeln), seit 1977/2022